# Lolong

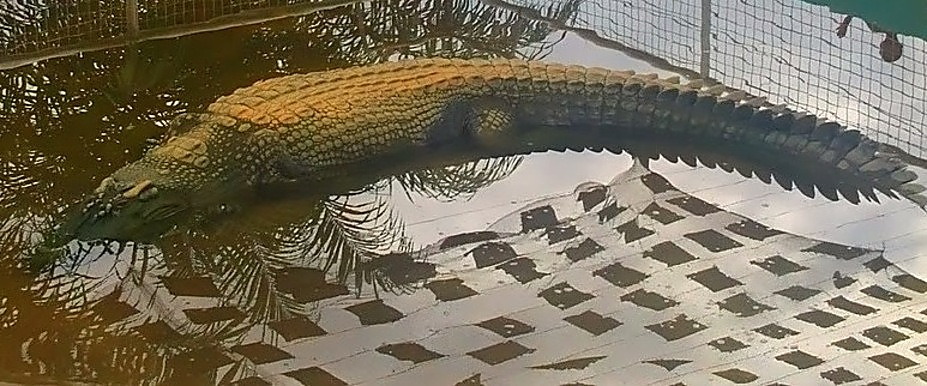
Lolong en captivité en mai 2012.

Lolong est un célèbre crocodile marin (Crocodylus porosus) capturé à Bunawan, en Agusan du Sud, en septembre 2011. Mesurant 6,17 mètres pour un poids de 1,15 tonne, il est considéré comme le plus grand crocodile connu des Philippines, et probablement le plus grand crocodile connu au monde. Mangeur d’homme réputé, il aurait fait au moins 2 victimes (un agriculteur et une petite fille). Fait exceptionnel, il est connu pour avoir tué et dévoré un carabao adulte.
Le nom de Lolong lui a été attribué par Ernesto "Lolong" Goloran Cañete, un chasseur de crocodile mort quelques jours avant sa capture. Les scientifiques estiment d’après sa taille que Lolong serait centenaire, mais d'après sa denture il aurait 50 ans.
Lolong est mort le 10 février 2013.